# Piotr Lisiewicz

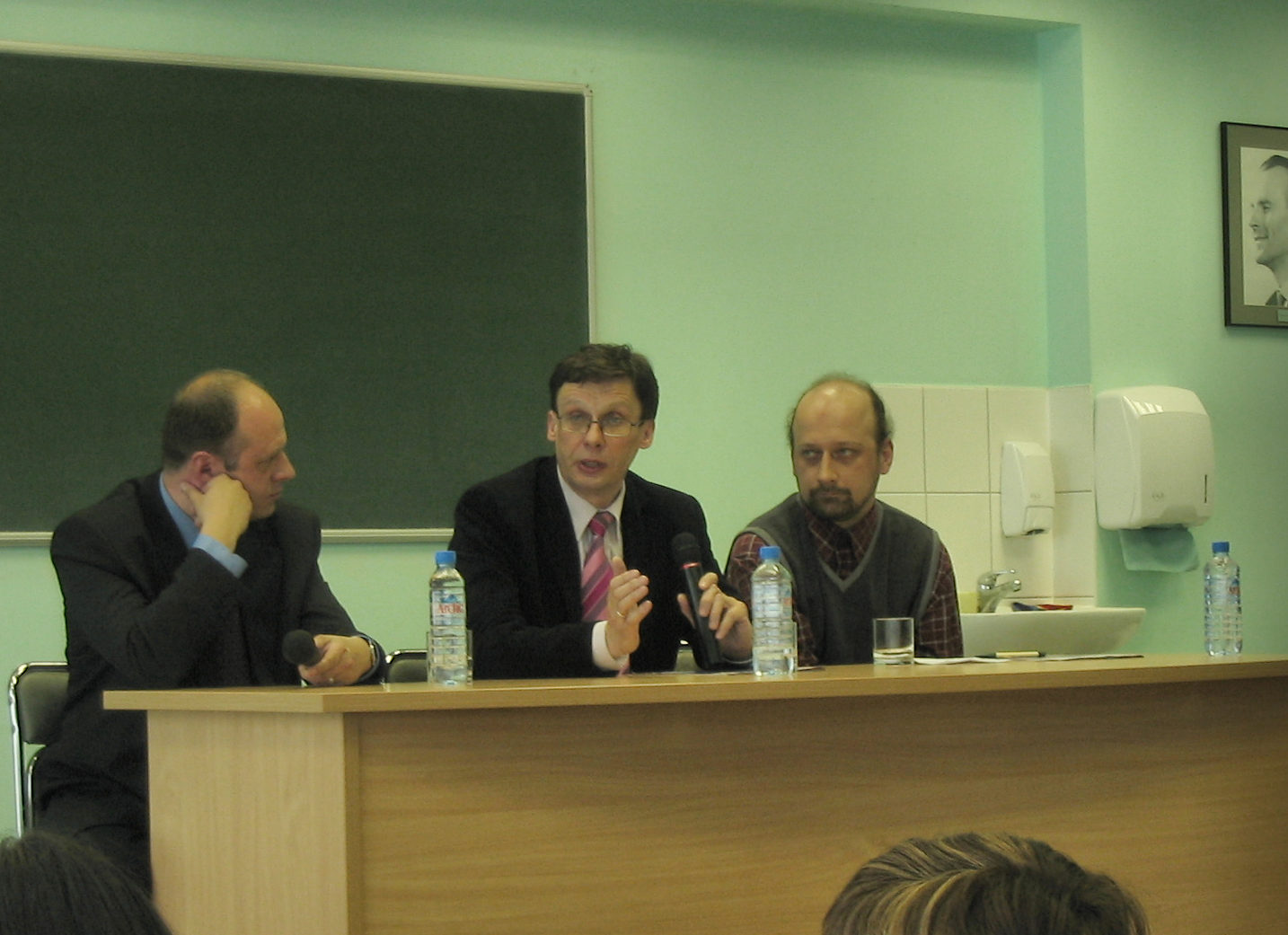
Piotr Lisiewicz (pierwszy z prawej) w czasie konferencji na Uniwersytecie Zielonogórskim

Piotr Lisiewicz (ur. 24 lipca 1972 w Poznaniu) – polski publicysta, aktywista Akcji Alternatywnej „Naszość” i Komitetu Wolny Kaukaz.

## Życiorys
Absolwent VII Liceum Ogólnokształcącego im. Dąbrówki w Poznaniu z 1991. W trakcie nauki w szkole był jednym z twórców „Naszości”. W młodości związany ze środowiskiem kibolskim.
Rozgłos przyniosły mu organizowane przez „Naszość” happeningi oraz powiązane z nimi rozprawy sądowe, np. proces w 2002 pod zarzutem, iż 7 listopada 2001 w Poznaniu ...umyślnie wprowadził w błąd funkcjonariusza policji co do tożsamości własnej, podając iż nazywa się Włodzimierz Ilicz Lenin, a faktycznie nazywa się Piotr Lisiewicz. Został też działaczem Komitetu Wolny Kaukaz.
Od czasów licealnych związany z tygodnikiem „Gazeta Polska”. W tym czasopiśmie został szefem działu krajowego. Na łamach „GP” publikuje m.in. całostronicowe felietony o charakterze satyry politycznej oraz rubrykę „Okiem Lenina”, w której zamieszcza cytaty z pism przywódcy bolszewików bądź inne cytaty związane z tą postacią. Do 2009 współpracował z miesięcznikiem „Niezależna Gazeta Polska”, a od 2009 publikuje w jego kontynuatorze „Niezależna Gazeta Polska – Nowe Państwo”, a ponadto z serwisem informacyjnym Niezalezna.pl.
Od 2013 na antenie stacji Telewizja Republika prowadzi wspólnie z Katarzyną Gójską program Kulisy manipulacji. Od 2016 prowadzi program Wywiad z chuliganem. Od 2022 do 2024 był jednym z gospodarzy popołudniowego pasma publicystycznego Wolne głosy. Od 2024 jest jednym z gospodarzy wieczornego, satyryczno-publicystycznego magazynu Piachem w tryby.

## Życie prywatne
Jest bratem Pawła, szefa Gabinetu Prezydenta RP za czasów prezydentury Bronisława Komorowskiego w latach 2010–2015. Żonaty z Sylwią. Ma syna Władysława.